# Adrian Chapochnikov
Pour les articles homonymes, voir Chapochnikov.
Adrian Grigorievitch Chapochnikov (en russe : Адриан Григорьевич Шапошников) est un compositeur soviétique (russe) né à Saint-Pétersbourg le 9 juin 1888 et mort à Moscou le 22 juin 1967.

## Biographie
Il fait ses études à l'Université d'État de Saint-Pétersbourg de 1905 à 1909 et apprend parallèlement la théorie de la musique avec Vassili Kalafati. En 1913 Chapochnikov entre au Conservatoire de Saint-Pétersbourg où ses professeurs sont Alexandre Glazounov et Nikolaï Sokolov. Après avoir terminé ses études il travaille comme économiste à Moscou et commence à composer. En 1937 Chapochnikov s'installe à Achgabat où il participe à la fondation de l'école turkmène de composition. Avec son aide les premiers opéras nationaux sont créés: Zokhre et Takhir et Le poète et le juge (tous deux par Veli Mukhatov). En 1949 Chapochnikov revient à Moscou.

## Œuvres
Ses compositions comprennent sept opéras (dont Le Jardin empoisonné), quelques œuvres pour orchestre, de nombreuses pièces de chambre et beaucoup d'autres œuvres presque inconnues aujourd'hui.